# Ансеба
Ансеба (тигр. ኣንሰባ) — один із шести регіонів (зоба) Еритреї, знаходиться на заході країни, регіональний центр — місто Керен. Зоба складається із 10 районів та 1 міста регіонального підпорядкування.
Населення — 549000 осіб (2005; 360647 в 1997).

## Огляд регіону
Площа регіону становить 23,200 км². Область названий ім'ям річки Ансеба, на берегах якої вона розташована. Річка починається в центральній частині Еритрейського плато, в околицях столиці країни Асмери, потім спускається в північно-західні низини, перетинаючи гори Рора Хабаб та Сахель і впадає в річку Барка, біля кордону із Суданом.
На півночі та заході регіон межує із Суданом, на півдні із зобою Гаш-Барка, на південному-сході з Маекелом, на сході з Семіен-Кей-Бахрі.

## Природа
Провінція була середовищем проживання Строкатого вовка, який зараз вважається зниклим із регіону. Раніше ліси покривали значну частину території Еритреї, але на даний момент частка лісів складає менше 1% від усієї території, а знеліснення — це одна із головних проблем як Ансеби, так і всієї країни.

## Адміністративний устрій
Райони:
- Аді-Теклезан — Аді Теклезан
- Асмат — Асмат
- Гелеб — Гелеб
- Елаберед — Елаберед
- Керкебет — Керкебет
- Села — Села
- Хаберо — Хаберо
- Хагаз — Хагаз
- Халхал — Халхал
- Хамелмало — Хамелмало

Міста:
- Керен